# Lilltjärnen (Nyhems socken, Jämtland, 697244-149620)
Lilltjärnen är en sjö i Bräcke kommun i Jämtland och ingår i Ljungans huvudavrinningsområde.